# Биржевая площадь (Москва)
Биржева́я площадь (в 1776 году — Ильи́нская площадь, в конце XVIII века и конце 1920-х — 1935 годах — Кару́нинская площадь, в 1935—1992 годах — площадь Ку́йбышева) — площадь в Тверском районе Москвы на территории Китай-города между улицей Ильинкой, Старопанским и Богоявленским переулками.

## История

### Предыстория площади
В XVI веке на улице Ильинке располагался Гостиный двор. Он был перестроен в 1638—1641 годах, а через 20 лет из-за увеличения количества торговых рядов расширен до улицы Варварки. На Гостином дворе находились лавки и склады товаров, а также первая в России аптека, строились монастырские подворья и церкви. Через 100 лет территорию вновь решили реконструировать. По указу Екатерины II было необходимо обеспечить более удобный проезд экипажей к торговым рядам. Для этого архитекторы города предложили сделать небольшую площадь.

### Возникновение и развитие
Проект площади, которая получила название Ильинская из-за проходившей рядом улицы, разрабатывал архитектор Иван Старов в 1774—1776 годах. Строительство проходило в течение шести лет до 1782-го. Для обустройства площади сносу подлежали Троицкое и Иосифское подворья, церкви Дмитрия Солунского и Рождества Богородицы. Таким образом, участок расположили под углом 80 градусов по отношению к Ильинке. Ольга Павловна Щенкова, ведущий научный сотрудник Отдела проблем реконструкции и реставрации историко-архитектурного наследия, объяснила это старым направлением Богоявленского переулка:  «…в большей степени оно [положение площади] было вызвано желанием зодчих сориентировать Ильинскую площадь на собор Богоявленского монастыря» . В 1742 году на месте снесённых зданий возвели жилой дом и латунную фабрику купца первой гильдии Ивана Фёдоровича Карунина, поэтому площадь получила официальное название Карунинская. По генеральному плану место бывшей церкви должно было пустовать, однако в 1800-м его застроили амбарами купца Леонтия Осипова, лавками поручика Гусятникова и вексельной нотариальной конторой. Московский пожар 1812 года уничтожил последние деревянные сооружения на Ильинке, в том числе и эти.
После Отечественной войны район Ильинки преимущественно заселили купцы. Сделки между ними чаще всего происходили около торговых рядов, поэтому для упорядочения финансовых отношений и сохранения традиции было решено построить купеческую биржу около площади. В 1839 году по проекту архитектора Михаила Быковского построили здание биржи, а площадь получила официальное название Биржевая. Московское купечество долго не принимало сооружение и по-прежнему совершало сделки на улице перед ним. В 1875-м здание перестроили по проекту архитектора Александра Каминского. За год до этого на месте бывшего Троицкого подворья был установлен пятиэтажный доходный дом, который в то время являлся самым высоким зданием в Москве.
В 1935 году Ильинку переименовали в улицу Куйбышева в память о советском государственном деятеле. Тогда же имя Куйбышева получила и площадь. В 1992-м ей вернули название Биржевая. В советское время и в начале XXI века площадь использовалась для парковки.

## Современность
В 2017 году в рамках программы благоустройства «Моя улица» парковочные места убрали. Вместо них по первоначальному плану реконструкции голландского бюро «Karres + Brands» должны были спроектировать пешеходную зону, небольшой фонтан, места общественного питания и сквозной проезд для автомобилей резидентов, спецтранспорта и машин граждан с ограниченными возможностями.
В июне того же года на площади приступили к раскопкам для установки фонтана. В ходе работ были найдены остатки Ильинского крестца — кладка церкви Благовещения Пресвятой Богородицы на подворье Иосифо-Волоцкого монастыря. Археологи предположили, что дальше по улице можно найти стены Троицкого подворья. Также в процессе работ обнаружили около 500 предметов быта, среди которых византийские браслеты, кожаные ножны, обувь, монеты времён Ивана Грозного и импортный сосуд с надписью на персидском языке. Учёные-востоковеды установили, что надпись — это стихи персидского поэта XIV века Хафиза Ширази. Кроме того, была найдена лестница, которая вела в храмовую кладовую на территории подворья Иосифо-Волоцкого монастыря.
Мэр Москвы Сергей Собянин пообещал сохранить найденные элементы. Археологи продолжили свои раскопки, но им не дали достаточного количества времени на изучение. Учёные предложили сделать стеклянную витрину для обустройства экспозиции, однако это предложение не реализовали. Фонтан смонтировали и открыли в 2018 году, а найденные исторические ценности передали в Музей Москвы.
Установка фонтана на Биржевой площади — по-настоящему хорошая идея. Вся площадь заметно оживилась, а вместо парковки появилось современное общественное пространство.Краевед Денис Ромодин
Несмотря на неоднозначное решение реконструировать площадь, утратив исторические находки, по результатам опроса 2018 года в системе «Активный гражданин» Биржевая площадь была признана москвичами лучшим местом для прогулок.

## Здания и сооружения
- № 1 — Федеральная служба по труду и занятости. Построено в 1903 году по проекту архитектора Фёдора Шехтеля, являлось зданием банка братьев Рябушинских[4]. В 1929—1936 годах здесь размещался Госплан СССР, В. Куйбышев был его руководителем в 1930—1934 годах.
- № 3/7 — Федеральное казначейство. Построено в 1882—1884 годах по проекту архитектора Александра Каминского, в нём располагались магазины. В 1918 году в здании находилось финансовое ведомство. Казначейство занимает здание после реконструкции 2012 года[4].
- № 5/2 — Торгово-промышленная палата. Построено по проекту архитектора Петра Скоморошенко. С 1876 года в здании располагались гостиница и Новотроицкий трактир[4].
- № 6/1 — Торгово-промышленная палата. Занимает здание биржи, построенное в 1839 году и перестроенное в 1875-м. В 1920—1925 годах здание занимал Горный совет, позже — Всесоюзная торговая палата[4].

- Биржевая площадь
- Здание биржи в 1880-х годах
- Биржевая площадь до реконструкции, 2006 год
- Здание биржи в 2011 году
- Археологические работы, 2017 год
- Торжественное открытие фонтана, 2018 год

## Общественный транспорт
- Станции метро «Площадь Революции», «Лубянка», «Китай-город», «Театральная».
- Автобусы 538, е10, е30, е70, м6, м7, м40, м90, н1, н2, н3, н4, н5, н6, н7, н8, н9, н11, н12, н13, н15.